# Pomona (Namíbia)
Pomona é uma cidade-fantasma no sul da Namíbia, ao sul de Luderitz, na costa do Oceano Atlântico. Situa-se cerca de 15 quilómetros ao sul de Elizabeth Bay. Tem o mesmo nome da deusa das frutas Pomona